# Akkem
Der Akkem (russisch Аккем) ist ein rechter Nebenfluss des Katun in der Republik Altai  im asiatischen Teil Russlands.

## Flusslauf
Das von ihm durchflossene Akkemtal bildet den wichtigsten Zugang zur Belucha, dem höchsten Gipfel des zentralasiatischen Altai-Gebirges. Der „weiße Fluss“ Akkem oder Ak-Chem entspringt im gleichnamigen Gletscher an der Nordflanke des Belucha-Massivs und hat seinen Namen von „Ak“, das in den Turksprachen „weiß“ oder „hell“ bedeutet. Sein milchig-weißes Wasser ist – wie beim benachbarten Fluss Kutscherla – eine Folge der Gletschermilch. Beide münden in den Katun, einen Quellfluss des Ob etwa 500 km südlich von Nowosibirsk.
Das Akkemtal ist über 50 km lang und verläuft großteils Nord-Süd. Im Unterlauf ist es vielfältig bewachsen und seine Hänge bewaldet. Etwa 10 km oberhalb der Mündung biegt das Tal aus südwestlicher Richtung nach Süden ein. Nach etwa 30 km kommt man zum Akkem-See (2057 m) (⊙), an dessen Ufer die Bergsteiger üblicherweise ein Lager aufschlagen. Neben dem See gibt es eine kleine Wetterstation und einen Hubschrauberlandeplatz.
Etwas unterhalb des Sees zweigt auf der westlichen Talflanke ein schmaler Steig ab, der über eine Scharte ins westlich benachbarte Kutscherlatal führt.
Bergauf folgt eine Moränenlandschaft des Akkem-Gletschers. Nach Überwindung des Gletschertores kann man am Eis weiter aufsteigen. Im Kar unter dem Gipfel der Belucha befindet sich eine Hütte, das sogenannte „Tomsker Lager“ (russisch tomskaja stojanka).

## Anreise
Die Zufahrt beginnt im Katun-Tal bei Gorno-Altaisk, der Hauptstadt (und einzigen Stadt) der russischen autonomen Republik Altai, oder talaufwärts bei Inja, wohin die Fernstraße M52 („Tschujatrakt“) in Richtung Mongolei führt. Von hier sind es (auf schlechter Straße) noch etwa 40 km bis zum Dorf Tjungur (824 m Höhe) am Rande der Uimon-Steppe, wo der Akkem in den Katun mündet.